# Поле Бродмана 48
Ретросубікулярне поле 48 — структурний підрозділ цитоархітектонічно визначеної гіпокампальної ділянки в корі головного мозку.
У людини це поле знаходиться на медіальній поверхні скроневої частки. Цитоархітектонічно поле оточене рострально — перирінальним полем Бродмана 35 і медіально — полем Бродмана 27. Поле 48 було описане Корбініаном Бродманом у 1909 році, але не увійшло до створеної ним  карти кори головного мозку людини (Бродман-1909; Бродман-1910).